# 經摺裝

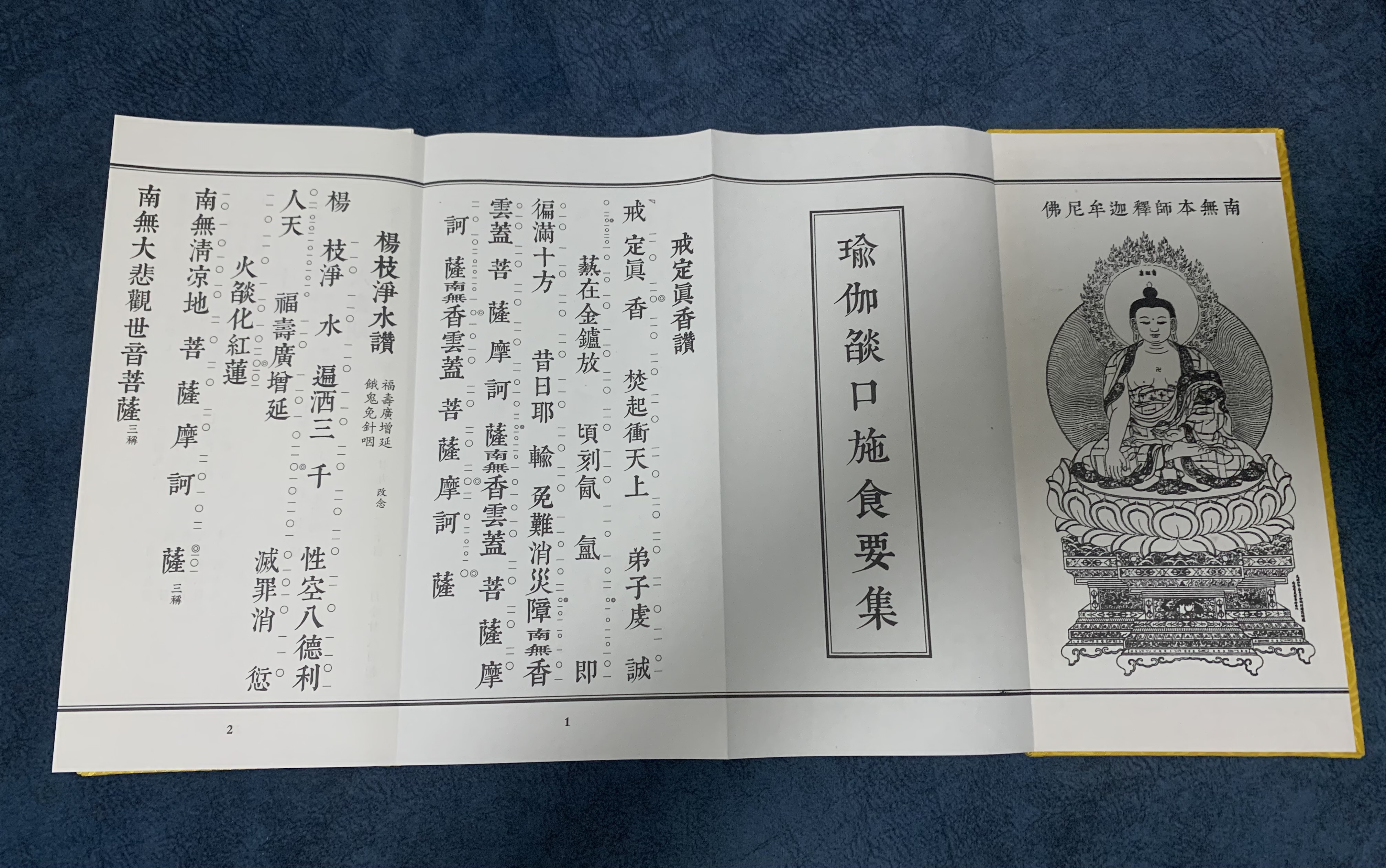
經摺裝式的瑜伽焰口施食要集經本

經摺裝，又稱梵夾裝、折本（羅馬化：Orihon）是流行於中古時東亞地區的書籍裝幀方式。因常見於佛經書籍的裝幀，又如同風琴狀折好以便收納及舒卷，世稱經摺裝。現今許多佛經仍以經摺裝裝幀。

## 形制
經摺裝是長幅卷子改為一正一反方式折疊，並在最首頁及最末頁之背粘上硬紙作為書面以便保護。舒卷時與卷軸裝似，多了摺痕，而比卷軸裝更易於收藏。
經摺裝的缺點是書口外露，容易散開，且經常翻閱時，書頁容易斷裂。经折装限制文字内容只能在纸张的单面书写或印刷。

## 歷史
斯坦因《郭煌取书记》载：“又有一册佛经，印刷简陋，然颇足见自旧型转移以至新式书籍之迹。书非卷子本，而为折叠而成，盖此种形式之第一部也。……折叠本书籍，长幅接连不断，加以折叠，最后将其它一端悉行粘稳。于是展开之后，甚似近世书籍。”可见经折装唐朝已经出现。

## 腳注
1. ↑  高振鐸編，《古籍知識手冊1》（臺北︰萬卷樓，1997），頁60。
2. ↑  百度百科. . 百度百科.   [2022-01-07]. （原始内容存档于2022-01-08）.